# Chromonephthea inermis
Chromonephthea inermis är en korallart som först beskrevs av Holm 1894.  Chromonephthea inermis ingår i släktet Chromonephthea och familjen Nephtheidae. Inga underarter finns listade i Catalogue of Life.